# Clochemerle (téléfilm, 1972)
Pour les articles homonymes, voir Clochemerle (homonymie).
Clochemerle est un téléfilm de 1972 diffusé par la BBC adapté du roman éponyme.
En 1972 une co-production anglo-allemande en 9 épisodes de 30 min est diffusée notamment à la BBC. Dirigée et produite par Michael Mills, elle compte une distribution essentiellement anglo-saxonne. Les Françaises Catherine Rouvel et Micheline Presle incarnent Judith Toumignon et la baronne de Courtebiche. Le narrateur est Peter Ustinov.